# Micropolypodium caucanum
Micropolypodium caucanum là một loài dương xỉ trong họ Polypodiaceae. Loài này được Hieron. A.R. Sm. mô tả khoa học đầu tiên năm 1992.